# PNC Arena
PNC Arena (Raleigh Entertainment and Sports Arena) je arena u North Raleighu, North Carolina, SAD.
Dom je NHL ekipi Carolina Hurricanes. Za potrebe hokejaške utakmice ima 18,730 sjedećih mjesta. Izgradnja je počela 22. srpnja 1997. godine, a otvorena je 29. listopada 1999. godine.
U ovoj areni su Hurricanesi osvojili Stanleyjev kup 17. lipnja 2006. godine u sedmoj utakmici protiv Edmonton Oilersa kada su dobili 3:1 i ukupnim omjerom 4:3 osvojili trofej.

## Vanjske poveznice
- Službene stranice